# Tritonia myrakeenae
Tritonia myrakeenae är en snäckart som beskrevs av Karl Bertsch och Mozqueira 1986. Tritonia myrakeenae ingår i släktet Tritonia och familjen Tritoniidae. Inga underarter finns listade i Catalogue of Life.